# 新加坡交易中心
新加坡交易中心（英語：SGX Centre）是一棟位於新加坡市中心珊頓道的雙塔高層建築物，兩座建築高度同為187公尺（614英尺），皆30層。建築地基形狀為長方形，兩座塔位於長方形地基兩端。大廈現為新加坡交易所總部，大廈獨特的特殊建築結構成為萊佛士坊與濱海南區要道間一棟地標。

## 建築師
新加坡交易中心雙塔分別於2000年及2001年完工，建築設計建築師為KPF建築事務所與Architects 61 Pte Ltd。其他參與新加坡交易中心建設發展的公司有大華銀行、鹿島建設海外亞洲總部（Kajima Overseas Asia Private Limited）、Oscar Faber Consultants Pte Ltd、栢誠集團工程顧問公司（Parsons Brinckerhoff Consultants Private Limited）、博綠地安景觀設計公司（Peridian Asia Private Limited）、法國地基建築新加坡有限公司（Bachy Soletanche Singapore Private Limited）、Faber Maunsell、KPK工料測量師新加坡有限公司（KPK Quantity Surveyors (1995)Singapore Private Limited）、Manntech Building Maintenance Systems、帕馬斯廸利沙新加坡建設公司（Permasteelisa S.p.A.）及帕馬斯廸利沙太平洋有限公司（Permasteelisa Pacific Holdings Ltd）。

## 建築設計
一座於2000年完工，是雙塔內較早完工的大廈，位於珊頓道2號，鄰近老巴剎市場。一座二樓自2010年6月14日起為CNBC新加坡台辦公室。二座則於2001年完工，是雙塔內較晚完工的大廈，位於珊頓道4號，鄰近華聯城二座。
大廈引進大量玻璃與混泥土組合的外牆設計，改變原本在新加坡盛行多年的粗野主義建築樣式。兩棟建築的弧頂部位可約略看見濱海灣。兩棟大廈的外牆立面皆裝有散熱肋片，並且根據市區重建局提供不同散熱情形，在不同的外牆上裝設垂直或水平散熱肋片。大廈一樓有長型柱廊走道，並以玻璃帷幕及120公尺長的壁畫裝飾大廳。

## 外部連結
- Street Directory Map （页面存档备份，存于） - SGX Centre I
- Street Directory Map （页面存档备份，存于） - SGX Centre II